# Dundubia
Genre
Dundubia est un genre d'insectes hémiptères de la famille des Cicadidae (cigales) et de la sous-famille des Cicadinae. 

## Dénomination
Le genre Dundubia a été décrit par les entomologistes français Amyot et Audinet-Serville en 1843 avec pour espèce type Dundubia vaginata (Tettigonia vaginata Fabricius, 1787).
Le nom Dundubia provient du sanskrit दुंदुभि (dundubhi) qui signifie tambour.

## Description
La tête est triangulaire avec un gros bord antérieur notablement avancé et un front présentant un court sillon longitudinal au milieu.
Les yeux, assez saillants, sont gros et ovalaires.
Le prothorax n'est pas dilaté de chaque côté.
Les opercules des mâles sont d'une longueur extraordinaire, s'étendant presque jusqu'à l'extrémité de l'abdomen.

## Taxinomie
Ce genre comporte 32 espèces  :
- Dundubia andamansidensis (Boulard, 2001)[4]
- Dundubia annandalei Boulard, 2007[5]
- Dundubia ayutthaya Beuk, 1996[6]
- Dundubia cochlearata Overmeer & Duffels, 1967[7]
- Dundubia crepitans Boulard, 2005[8]
- Dundubia dubia Lee, 2009[9]
- Dundubia emanatura Distant, 1889[10]
- Dundubia ensifera Bloem & Duffels, 1976[11]
- Dundubia euterpe Bloem & Duffels, 1976[11]
- Dundubia feae (Distant, 1892)[12]
- Dundubia flava Lee, 2009[9]
- Dundubia gravesteini Duffels, 1976[13]
- Dundubia hainanensis (Distant, 1901)[14]
- Dundubia hastata (Moulton, J.C., 1923)[15]
- Dundubia jacoona (Distant, 1888)[16]
- Dundubia kebuna Moulton, J.C., 1923[15]
- Dundubia laterocurvata Beuk, 1996[6]
- Dundubia myitkyinensis Beuk, 1996[6]
- Dundubia nagarasingna Distant, 1881[17]
- Dundubia nigripes (Moulton, J.C., 1923)[15]
- Dundubia nigripesoides Boulard, 2008[18]
- Dundubia oopaga (Distant, 1881)[17]
- Dundubia rafflesii Distant, 1883[19]
- Dundubia rhamphodes Bloem & Duffels, 1976[11]
- Dundubia rufivena Walker, F., 1850[20]
- Dundubia simalurensis Overmeer & Duffels, 1967[7]
- Dundubia sinbyudaw Beuk, 1996[6]
- Dundubia solokensis Overmeer & Duffels, 1967[7]
- Dundubia somraji Boulard, 2003[21]
- Dundubia spiculata Noualhier, 1896[22]
- Dundubia terpsichore (Walker, F., 1850)[20]
- Dundubia vaginata (Fabricius, 1787)[23]